# Sterschimmel
De sterschimmel (Aseroë rubra) is een schimmel uit de familie Phallaceae. 

## Kenmerken
De soort kan tot 10 cm hoog worden en zo'n 12 cm breed. De schimmel verspreidt een sterke aanlokkelijke geur voor vliegen die op de schimmel landen en op die manier de sporen verspreiden.

## Verspreiding
De Sterschimmel komt voor in Californië en Australië. 

## Naamgeving
De wetenschappelijke naam werd gepubliceerd in 1800 door Jacques Julien Houtou de Labillardière.